# Municipio de Morgan (condado de Harrison, Iowa)
El municipio de Morgan (en inglés: Morgan Township) es un municipio ubicado en el condado de Harrison en el estado estadounidense de Iowa. En el año 2010 tenía una población de 482 habitantes y una densidad poblacional de 7,89 personas por km².

## Geografía
El municipio de Morgan se encuentra ubicado en las coordenadas 41°43′25″N 96°3′3″O / 41.72361, -96.05083. Según la Oficina del Censo de los Estados Unidos, el municipio tiene una superficie total de 61.07 km², de la cual 59,9 km² corresponden a tierra firme y (1,9 %) 1,16 km² es agua.

## Demografía
Según el censo de 2010, había 482 personas residiendo en el municipio de Morgan. La densidad de población era de 7,89 hab./km². De los 482 habitantes, el municipio de Morgan estaba compuesto por el 97,93 % blancos, el 0,41 % eran afroamericanos, el 0,41 % eran asiáticos, el 0,41 % eran de otras razas y el 0,83 % eran de una mezcla de razas. Del total de la población el 0,83 % eran hispanos o latinos de cualquier raza.